# Torre del Conde (San Sebastián de La Gomera)
La Torre del Conde es una fortaleza castellana del siglo XV situada en la Villa de San Sebastián de La Gomera (Canarias, España). Se trata de una edificación de tipo militar. Su función era sobre todo de representación del poder señorial, y contaba con la falta de armamento moderno por parte de los nativos. Su ubicación junto al puerto a cierta distancia del mismo, sin lugar para armas de fuego y en el fondo de un valle, confirma esta teoría.
Fue mandada a construir por el Conde de la Gomera Hernán Peraza el Viejo entre 1447 y 1450, y en ella se refugiaron las élites señoriales de La Gomera durante la Rebelión de los Gomeros. Posiblemente en aquella época fuese el centro de un grupo más amplio de fortificaciones provisionales o de menor entidad.
De las torres construidas durante la Conquista de Canarias (Añazo, Gando, etc.), es la única que se conserva en la actualidad.
Es de estilo gótico tardío, tiene una forma prismática, con 15 metros de altura, y cerca de 40 metros de perímetro, con muros de dos metros de espesor. Tiene un encalado blanco, con sillares de cantería roja en las esquinas. Tiene el honor de ser la construcción medieval (concretamente gótica) más meridional de la que tenemos noticia.
Su diseño original vivió varias reformas, con Jacome Pelearo Fratin y Leonardo Torriani. Algunos de sus huéspedes más ilustres han sido Cristóbal Colón, Américo Vespucio y Hernán Cortés. Fue declarada Monumento Histórico Artístico el 13 de diciembre de 1990. Fue declarada Bien de Interés Cultural según la Orden de 2 de julio de 1993.